# Turmhügel Trebitzmühle
Der Turmhügel Trebitzmühle ist der Rest einer abgegangenen Höhenburg vom Typus einer Turmhügelburg (Motte) über der Trebitzmühle am Ostende des Kreibitzenberges, auf der Gemarkung des Dorfes Wolfsloch, eines Ortsteils von Hochstadt am Main im oberfränkischen Landkreis Lichtenfels in Bayern.
Über diese Burg sind nur wenige Informationen bekannt, sie wird grob als hochmittelalterlich datiert. Der Turmhügel wurde erst 1994 als solcher erkannt und ist noch gut erhalten. Die Kleinburg lag in der Nähe eines Abschnitts einer mittelalterlichen Altstraße, die zwischen Hochstadt am Main und Altenkunstadt verlief und sich zwischen der Turmhügelburg und dem Main entlangzog. Die Stelle ist als Bodendenkmal Nummer D-4-5833-0052: Hochmittelalterlicher Turmhügel geschützt.

## Beschreibung
Die Burgstelle liegt auf rund 325 m ü. NN Höhe an der Südostkante des Kreibitzenberges, der dort steil etwa 30 Höhenmeter zum Tal eines kleinen Nebenbaches des Mains abfällt. Der 16 Meter im Durchmesser große und noch 1,3 Meter hohe Turmhügel wurde unmittelbar an der Hangkante des Berges aufgeschüttet. Als zusätzlicher Schutz diente ein Burggraben, der früher vermutlich den gesamten Hügel umgeben hat, aber aufgrund von späterer Verfüllungen nur noch im Berghang erhalten ist.